# Алекс Тепо
Алексис Тепо (енгл. Alex Thépot; фр. Alexis Thépot; Брест, 30. јул 1906 — Денкерк, 21. фебруар 1989) био је француски фудбалер. Био је голман репрезентације Француске на прва два светска првенства, 1930. и 1934. године, као и олимпијац.

## Каријера
Тепо је играо за клубове Арморицаине де Брест (1922—1927), ФЕЦ Левалос (1927—1928), ФК Црвена звезда (1928—1935) и УСЛ Данкерк (1935—1936). Након добре године са Левалосом, изабран је да игра свој први меч у репрезентацији против Енглеске 1927.
Од 1927. до 1935. године Тепо је играо 31 утакмицу за Француску примивши 77 голова док је 13 пута био капитен француске екипе.
Тепо се појавио у првој утакмици Светског првенства против Мексика 1930. године, иако је морао да напусти меч током првог полувремена због повреде, где га је на голу заменио играч средине терена Аугустин Шантрел. Тепо се вратио и играо у наредна два меча, али његов тим није успео да прође групну фазу, изгубивши од Аргентине 1 : 0 голом у задњим тренутцима меча, а 1 : 0 од Чилеа, упркос томе што је одбранио пенал док је резултат утакмице и даље био 0 : 0.

## Летње олимпијске игре у Амстердаму 1928. године
Играо је једини меч за Француску на Олимпијским играма 1928, пораз од Италије 3 : 4.